# Kvitekrist

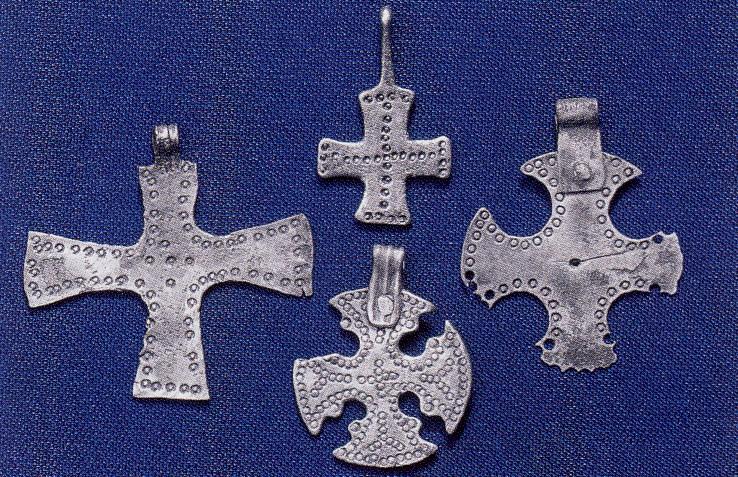
Různé skandinávské křesťanské křížky nalezené ve švédské Birce

Kvitekrist, též Hvítakrist (neboli „Bílý Kristus“) je pojmenování Ježíše Krista v severských jazycích užívaném v raně středověké Skandinávii, patrně zprvu šířené misionáři, kteří zvěstovali křesťanské náboženství místnímu obyvatelstvu stále vyznávající polyteismus (křesťany nazváno jako „pohanství“) ve snaze se přiblížit původním náboženským představám. Severští bohové se mohli vyznačovat vlastními specifickými barvami. Například hromovládnému Thórovi se obvykle připisuje barva červená, měl podobu urostlého rudovousého siláka s červeným oděvem či pláštěm a dřímajícím v rukou mocné kladivo Mjollni. Bílá barva měla patrně u Krista značit mírnost a pacifismus, případně čistotu, což mělo dokreslovat jeho osobnost.